# Trematooecia turrita
Trematooecia turrita är en mossdjursart som först beskrevs av Smitt 1873.  Trematooecia turrita ingår i släktet Trematooecia och familjen Colatooeciidae. Inga underarter finns listade i Catalogue of Life.